# ГЕС Піс-Каньйон
ГЕС Піс-Каньйон — гідроелектростанція на заході Канади у провінції Британська Колумбія. Знаходячись між ГЕС Gorden M. Shrum (вище по течії) та ГЕС Сайт-Сі, входить до складу каскаду на річці Піс, лівому витоку Невільничої, яка після Великого Невільничого озера отримує назву Макензі та тече до моря Бофорта (Північний Льодовитий океан).
У межах проекту річку перекрили бетонною гравітаційною греблею висотою 61 метр та довжиною 325 метрів. Разом з бічною земляною спорудою висотою 20 метрів та довжиною 200 метрів вона утримує водосховище Динозавр з площею поверхні 9 км2 та корисним об'ємом 24,7 млн м3, що забезпечується коливанням рівня в операційному режимі між позначками 500 та 503 метри НРМ.
Пригреблевий машинний зал обладнали чотирма турбінами типу Френсіс потужністю по 175 МВт, які повинні забезпечувати виробництво 3,1 млрд кВт-год електроенергії на рік.